# Alfa Pendular

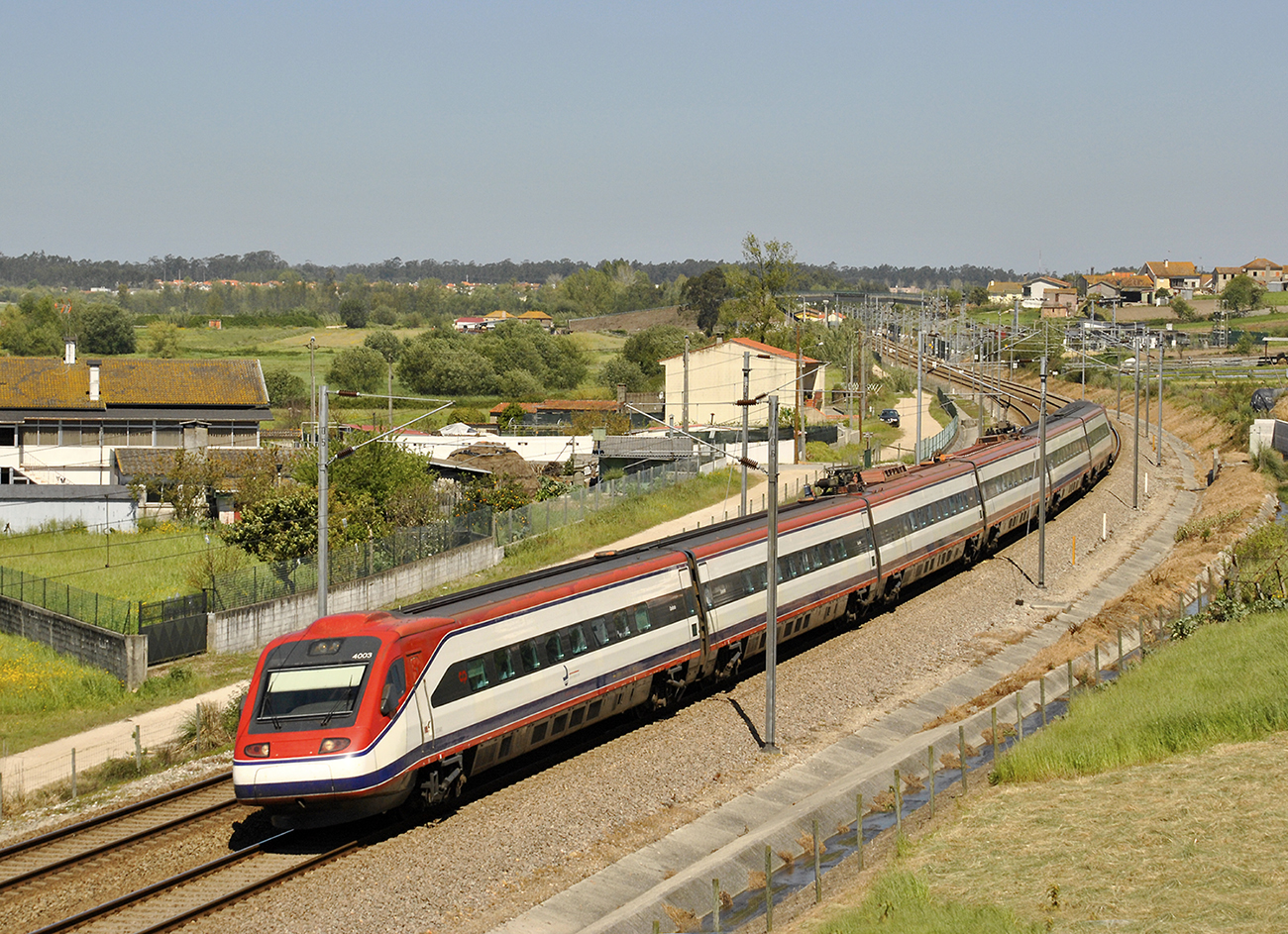
Az Alfa Pendular eredeti festése

Az Alfa Pendular Logója

Az Alfa Pendular egy nagysebességű billenőszekrényes 6 részes villamos motorvonat. Teljesítménye 4000 kW. Portugáliában a CP üzemelteti. Maximális sebessége 220 km/h. Mivel Portugáliában széles nyomtáv van, ezért az Alfa Pendular nyomtáva 1668 mm. A szerelvényeket a FIAT Ferroviaria, az ADtranz és a Siemens gyártotta.

## Jellemzői
Az Alfa Pendular nagysebességű vonat egy hat kocsiból álló villamos motorvonat, amely a Giugiaro által tervezett olasz Fiat-Ferroviaria ETR 480 Pendolino vonatból származik, és nagyon hasonlít rá. A forgóvázakat át kellett tervezni, hogy a portugál 1668 mm-es ibériai nyomtávolságú pályán közlekedhessen.
A vonat két középső járművét kivéve 8 vontatómotor van felszerelve, amelyek 4,0 megawatt (5400 LE) teljesítményűek. Ez az M-M-T-T-T-M-M elrendezés elosztja a vonat súlyát, így tengelyenként mindössze 13,5 tonna súlyú, ami segíti a nagysebességű kanyarodási képességet.
A tesztek során 1998-ban Espinho közelében 245,6 km/h csúcssebességet értek el.

### Billenőszekrényes technológia
A billenőszekrényes technológia, amelynek maximális dőlésszöge 8°, lehetővé teszi, hogy a vonat a hagyományos vonatoknál nagyobb sebességgel haladjon az ívekben. Az ebből eredő nagy kanyarsebesség és a kocsik billenő mozgásának kombinációja hozzájárul ahhoz, hogy az utasok számára kényelmes utazást biztosítson, bár a pálya egyenetlenségeit kiegyenlítő lökdösődés és kilengés az arra érzékenyeknél „tengeri betegséget” okozhat. A hidraulikus billenőrendszert a vonófejekben elhelyezett két giroszkóp vezérli. A görbe a külső vágány magasságának alján található.
E vonat használata nem igényelt különösebb átalakításokat a meglévő vasúti hálózaton, de a gördülőállomány karbantartása a billenő rendszer összetettsége miatt költséges.

## Állomások
Az Alfa Pendular állomásainak listája ABC sorrendben: 
- Albufeira
- Aveiro
- Braga
- Coimbra-B
- Entrecampos (Lisszabon)
- Entroncamento
- Famalicão
- Faro
- Lisszabon Oriente
- Santa Apolónia pályaudvar
- Loulé
- Pinhal Novo
- Pombal
- Porto-Campanhã
- Santarém
- Tunes
- Vila Nova de Gaia